# Allergie au chat
 Mise en garde médicale
L'allergie au chat est une réaction allergique due à des allergènes produits par les chats. Les allergènes les plus fréquents sont les glycoprotéines Fel d 1 et Fel d 4. 
La réaction allergique est une réaction histaminique qui se traduit par des éternuements, des démangeaisons, voire des crises d'asthme ou une conjonctivite.

## Allergènes
Cinq allergènes ont été décrits. Les deux principaux sont Fel d 1 et Fel d 4, les trois autres étant la Fel d 2, Fel d 3 et IgA.
Chez le chat, Fel d 4 est le produit de la protéine urinaire majeure, qui se trouve dans les glandes salivaires et qui est déposé sur les poils et la peau lorsque le chat se lèche. 63 % des personnes allergiques au chat ont des anticorps contre le Fel d 4.

## Symptômes
Les symptômes sont l'asthme, la rhinite (rhume des foins), une conjonctivite, une aggravation d'un eczéma atopique préexistant ou une réaction urticaire.

## Traitement

### Médication
L'allergie au chat peut souvent être soulagée par des antihistaminiques et des décongestionnants.

### Désensibilisation
La désensibilisation aux allergènes du chat est réalisable.